# Girona Futbol Club
Maillots
Actualités
Le Girona Futbol Club est un club de football espagnol basé à Gérone en Catalogne. Il est fondé en 1930, à la suite de la disparition de l'Unión Deportiva Gerona, fondé en 1904.
En 2008, le club est promu en Segunda División, deuxième division, niveau où il évolue jusqu'en 2017. Cette année-là, le club monte en Primera División et s'y maintient deux saisons avant d'être relégué. Girona retrouve l’élite du football espagnol après son succès contre le CD Tenerife en finale de barrages de l'édition 2021-2022 de la Segunda División.
L'équipe dispute ses matchs à domicile au stade de Montilivi.

## Histoire
| \| Gérone \| Emplacement de Gérone, en Espagne. |
| Gérone                                          |

Performance en championnat du Girona Futbol Club 1929-présent

Le club voit le jour le 23 juillet 1930, avec comme premier président Albert de Quintana de León. Les couleurs du club, de rouge et de blanc, sont les mêmes depuis sa création.
En 1934, le club est promu en Segunda División, deuxième niveau du football espagnol. Il se classe premier du Groupe II lors de la saison 1935-1936, mais n'obtient toutefois pas de montée en Primera División. La même saison, il réussit à atteindre pour la première fois les huitièmes de finale de la Copa del Rey, en étant battu par le Betis Séville. Il reste en Segunda División jusqu'en 1943, avant de se voir relégué en Tercera División, alors troisième division espagnole.
En 1948, le club obtient à nouveau une promotion en deuxième division. En 1949, le Girona FC atteint une seconde fois les huitièmes de finale de la Copa del Rey. Il est relégué en Tercera División en 1951. En 1956, l'équipe monte encore une fois en deuxième division, en étant relégué en 1959.
En 1970, la ville de Gérone se dote d'un nouveau stade de 9 000 places, le stade de Montilivi. À cette époque, le club alterne entre la troisième et la quatrième division.
Lors de la saison 2004-2005, le club atteint les seizièmes de finale de la Coupe du Roi, perdant face à Osasuna (0-1). Le club évolue alors en Segunda División B, troisième échelon du football espagnol.
En 2008, le club est promu en Segunda División, l'antichambre de la première division. Lors de la saison 2013-2014, il atteint à nouveau les seizièmes de finale de la Coupe du Roi, en étant battu par Getafe.
En mai 2015, alors que le Girona FC végète en deuxième division, deux Français, anciens de Canal+, Jean Louis DUTARET et Samir BOUDJEMAA, font l'acquisition du club à travers leur société TVSE FUTBOL.
En 2014-2015, le club termine à la troisième place de la saison régulière, mais chute en demi-finale de play-off de promotion face au Real Saragosse malgré une victoire 3-0 à l'extérieur au match aller.
En juin 2016, Gérone bat le Córdoba CF en demi-finale de play-off et affronte Osasuna pour une place en première division mais échoue une nouvelle fois. Le 12 mars 2017, après 29 journées de championnat, Gérone occupe confortablement la deuxième place du classement, ce qui lui permettrait de monter en première division sans passer par le play-off.

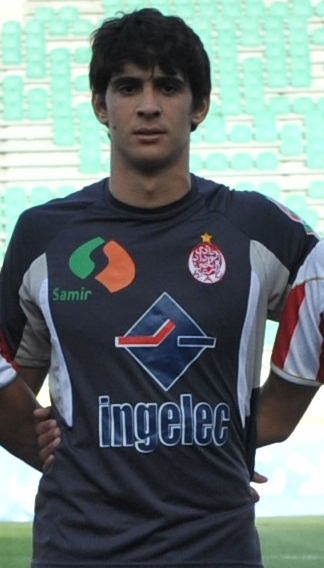
Yassine Bounou (Bono) (2016-2019).

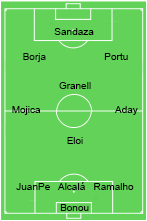
Composition de l'équipe promue en Liga le 4 juin 2017.

Le 4 juin 2017, le club est promu en première division pour la première fois de son histoire. Peu de temps après cette promotion, en août 2017, Jean Louis DUTARET et Samir BOUDJEMAA cèdent leur société TVSE FUTBOL, qui détient le club, au groupement City Football Group (CFG) et Girona Football Group (GFG).
Le club annonce que City Football Group (CFG) a acheté 44,3 % de propriété au Girona FC. Un autre 44,3 % revient au Girona Football Group (GFG), dirigé par Pere Guardiola, le frère de Pep Guardiola qui entraîne Manchester City,.

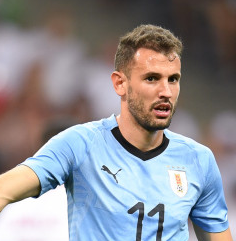
Cristhian Stuani au club depuis 2017.

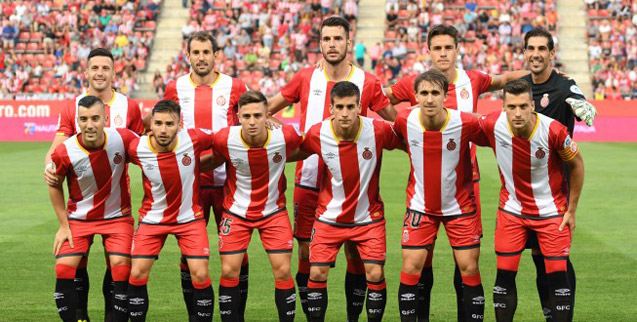
Équipe en 2018.

Le 29 octobre 2017, Gérone affronte pour la première fois de son histoire le Real Madrid et remporte le match sur le score de 2 à 1 au stade de Montilivi (10e journée de championnat).
En mars 2019, le Girona FC gagne son premier titre de la Supercoupe du Catalogne, après la victoire face au FC Barcelone (1-0), au stade de la Nova Creu Alta.
Le 18 mai 2019, le club est relégué en deuxième division au terme de la saison 2018-2019. Durant l'été, le club recrute l'entraîneur Juan Carlos Unzué, mais il est limogé dès le mois d’octobre 2019. Il est remplacé par Juan Carlos Moreno.
En août 2020, Gérone échoue en finale de barrage d’accession à la Liga face à Elche après un nul (0-0) à l’aller et en s’inclinant cruellement au bout du temps additionnel (0-1) à domicile.
En juin 2021, le club joue à nouveau la finale des barrages d’accession à la première division espagnole mais échoue encore une fois, après avoir gagné à Madrid contre le Rayo Vallecano (1-2), en perdant à domicile (0-2) tout en jouant quasiment une mi-temps en supériorité numérique, à 11 contre 10.
Gérone connaît une saison 2021-2022 laborieuse, et se retrouve fréquemment hors course pour l'accession. Mais à la suite d'une fin d'exercice efficace, les Catalans arrachent une sixième place synonyme de barrages. Le club, tout comme les deux saisons précédentes, parvient à se hisser en finale après avoir éliminé le favori des barrages, la SD Eibar qui a connu une meilleure saison régulière mais a échoué à terminer dans les deux premières places assurant une montée directe. Après un nul 0-0 au match aller, Gérone se défait du CD Tenerife en finale sur le score de 1-3 au retour, actant ainsi sa seconde montée en Liga trois ans après avoir été relégué. Le 25 avril  2023 Valentin Castellanos marque un quadruplé face au Real Madrid pour une victoire 4-2 une première depuis 1947.

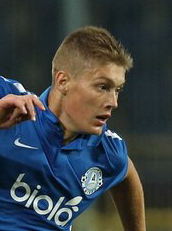
Artem Dovbyk, meilleur buteur de liga en 2024 avec 24 buts.

La première partie de saison 2023-2024 du club dépasse de beaucoup les attentes : à la mi-championnat, Gérone partage la tête de la Liga avec le Real Madrid, avec une qualité collective et une émergence de nombre de ses joueurs (Artem Dovbyk, Sávio, Daley Blind, Viktor Tsyhankov, notamment) largement relevées. Artem Dovbyk remporte d'ailleurs le prix de Joueur du Mois La Liga EA Sports en décembre 2023.
Cette même année le club se qualifie pour la première fois de son histoire dans une coupe d'Europe pour l'édition 2024-2025 de la Ligue des champions.

## Bilan sportif

### Palmarès
| Compétitions nationales | Compétitions régionales                                 |
| Championnats - Championnat d'Espagne - Meilleure performance : 3e en 2024 - Championnat d'Espagne D2 - Vice-champion : 2017 - Championnat d'Espagne D3 - Vainqueur de groupe (1) : 2008 (III) - Championnat d'Espagne D4 - Vainqueur (5) : 1934, 1948, 1955, 1989 et 2006 | Coupes - Supercoupe de Catalogne - Vainqueur (1) : 2019 |

### Saison par saison
- 1995-1997 : Tercera División (Groupe V)
- 1997-1999 : Primera Catalana
- 1999-2003 : Tercera División (Groupe V)
- 2003-2005 : Segunda División B (Groupe III)
- 2005-2007 : Tercera División (Groupe V)
- 2007-2008 : Segunda División B (Groupe III)
- 2008-2017 : Segunda División
- 2017-2019 : Primera División
- 2019-2022 : Segunda División
- 2022- : Primera División

### Bilan européen
Légende
- Victoire ou qualification pour le tour suivant.
- Match nul.
- Défaite ou élimination de la compétition.

Note : dans les résultats ci-dessous, le score du club est toujours donné en premier.
| Saison    | Compétition         | Tour           | Club                | Domicile | Extérieur | Total |
| --------- | ------------------- | -------------- | ------------------- | -------- | --------- | ----- |
| 2024-2025 | Ligue des champions | Phase de ligue | Paris Saint-Germain | N/A      | 0 - 1     | 33e   |
| 2024-2025 | Ligue des champions | Phase de ligue | Feyenoord Rotterdam | 2 - 3    | N/A       | 33e   |
| 2024-2025 | Ligue des champions | Phase de ligue | Slovan Bratislava   | 2 - 0    | N/A       | 33e   |
| 2024-2025 | Ligue des champions | Phase de ligue | PSV Eindhoven       | N/A      | 0 - 4     | 33e   |
| 2024-2025 | Ligue des champions | Phase de ligue | Sturm Graz          | N/A      | 0 - 1     | 33e   |
| 2024-2025 | Ligue des champions | Phase de ligue | Liverpool FC        | 0 - 1    | N/A       | 33e   |
| 2024-2025 | Ligue des champions | Phase de ligue | AC Milan            | N/A      | 0 - 1     | 33e   |
| 2024-2025 | Ligue des champions | Phase de ligue | Arsenal FC          | 1 - 2    | N/A       | 33e   |

## Identité du club

### Logos

Logo de 2005 à 2012.
Logo de 2012 à 2015.
Logo de 2015 à 2022.
Logo depuis 2022.

## Personnalités du club

### Joueurs emblématiques
- Aday Benítez
- Aleix García
- Eric García
- Pablo Marí
- Jaime Mata
- Pere Pons
- Pedro Porro
- Portu
- Rodrigo Riquelme
- Samuel Sáiz
- Pablo Torre
- Pau Víctor
- Farid Boulaya
- / Jonás Ramalho
- Taty Castellanos
- / Pablo Maffeo
- Yan Couto
- Douglas Luiz
- Savinho
- Seydou Doumbia
- Johan Mojica
- Patrick Roberts
- Florian Lejeune
- Michael Olunga
- Arijanet Murić
- Bono
- Artem Dovbyk
- Viktor Tsygankov
- Santiago Bueno
- Cristhian Stuani

| 1  |  | Cristhian Stuani    | 250 | depuis 2017                       |                         |                         |
| 2  |  | Migue (en)          | 249 | 2007-2014                         |                         |                         |
| 3  |  | Juanpe (en)         | 246 | depuis 2016                       |                         |                         |
| 4  |  | Álex Granell (en)   | 233 | 2014-2020                         |                         |                         |
| 5  |  | Borja García (en)   | 233 | 2015-2020 / depuis 2021           | 2015-2020 / depuis 2021 | 2015-2020 / depuis 2021 |
| 6  |  | Jordi Matamala (en) | 221 | 2002-2006 / 2007-2010 / 2013-2014 |                         |                         |
| 7  |  | Pere Pons           | 210 | 2012-2019                         |                         |                         |
| 8  |  | José Martínez (en)  | 201 | 2005-2013                         |                         |                         |
| 9  |  | Aday Benítez        | 199 | 2014-2021                         |                         |                         |
| 10 |  | Joan Sagué          | 194 | 1986-1993                         |                         |                         |

### Effectif professionnel actuel
Le premier tableau liste l'effectif professionnel du Girona FC pour la saison 2025-2026. Le second recense les prêts effectués par le club lors de cette même saison.
En grisé, les sélections de joueurs internationaux chez les jeunes mais n'ayant jamais été appelés aux échelons supérieurs une fois l'âge-limite dépassé ou les joueurs ayant pris leur retraite internationale.

## Structures du club

### Structures sportives

#### Stades

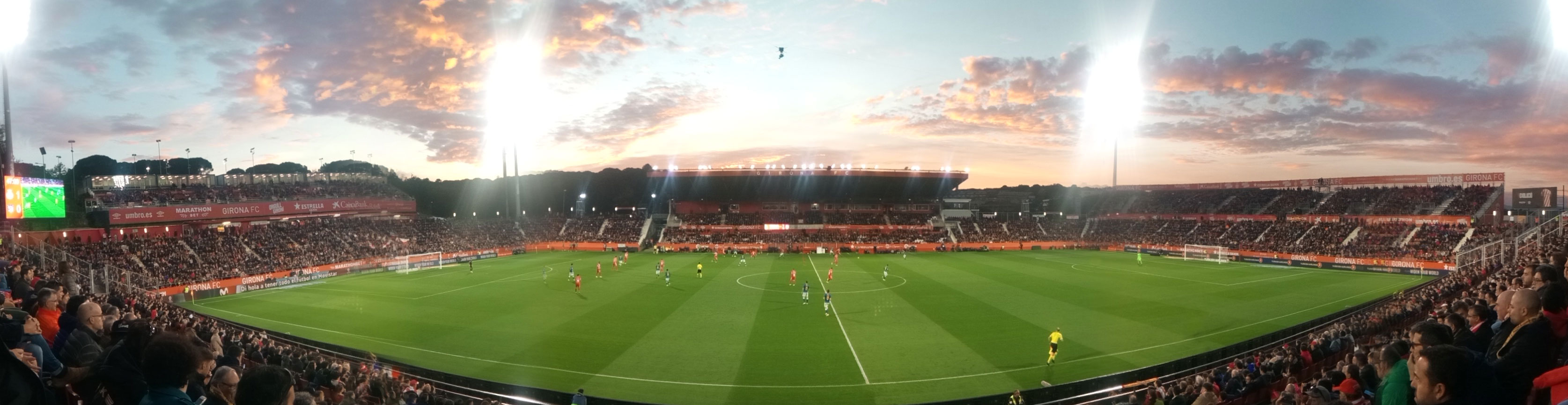
Stade de Montilivi.

Le Girona Futbol Club évolue dans une enceinte de 14 624 places inaugurée en 1970.